# Moncloa – Aravaca
Moncloa – Aravaca je jeden z 21 městských obvodů španělského hlavního města Madridu, nachází se severně od centra města. Má rozlohu 32,89 km² a žije v něm přibližně 122 tisíc obyvatel. Vznikl sloučením městských částí Moncloa a Aravaca a leží na rozhraní historických a moderních částí Madridu. Obvod má pořadové číslo 9. Radnice obvodu se nachází na náměstí Plaza de Moncloa.

## Vymezení a členění
Obvod Moncloa – Aravaca je vymezen:

Administrativní členění obvodu Moncloa – Aravaca

- Ze západu hranicemi měst Pozuelo de Alarcón a Majadahonda.
- Silničními komunikacemi M-40 a M-605, které jej oddělují od sousedního obvodu Fuencarral – El Pardo.
- Ulicemi Guecho, Elgóibar, Deusto, Príncipe de Viana, Camino de Casaquemada a třídami Avenida de la Ilustración a Avenida de Fuentelarreina, které jej také oddělují od Fuencarralu – El Parda.
- Ulicemi Valle de Mena, která jej odděluje od čtvrtí Peñagrande a Barrio del Pilar (Fuencarral – El Pardo).
- Ulicemi Camino del Chorrillo, Ofelia Nieto a třídou Avenida de Pablo Iglesias, které jej oddělují od obvodu Tetuán.
- Třídami Avenida la Reina Victoria, Avenidade la Moncloa a Avenida de Juan XXIII a ulicemi Isaac Peral, Arcipreste de Hita a Meléndez Valdés, které jej oddělují od obvodu Tetuán.
- Ulicí Calle de la Princesa, která jej odděluje od obvodů Chamberí a Centro.
- Náměstím Plaza de España a ulicí Cuesta de San Vicente, které jej oddělují od obvodu Centro.
- Třídami Avenida de Portugal, Camino Viejo de Campamento, Paseo de Extremadura a Tapia de la Casa de Campo, které jej oddělují od obvodu Latina.

Obvod se skládá ze sedmi čtvrtí (barrios):
- Casa de Campo (91)
- Argüelles (92)
- Ciudad Universitaria (93)
- Valdezarza (94)
- Valdemarín (95)
- El Plantío (96)
- Aravaca (97)

## Vzdělání
Na území obvodu se nachází 30 mateřských škol (5 veřejných a 25 soukromých), 15 veřejných základních a středních škol, 19 soukromých a 2 zahraniční gymnázií. Čtvrť Ciudad Universitaria je tvořena kampusem univerzit Universidad Complutense de Madrid a Universidad Politécnica de Madrid (Madridská polytechnika).

## Doprava

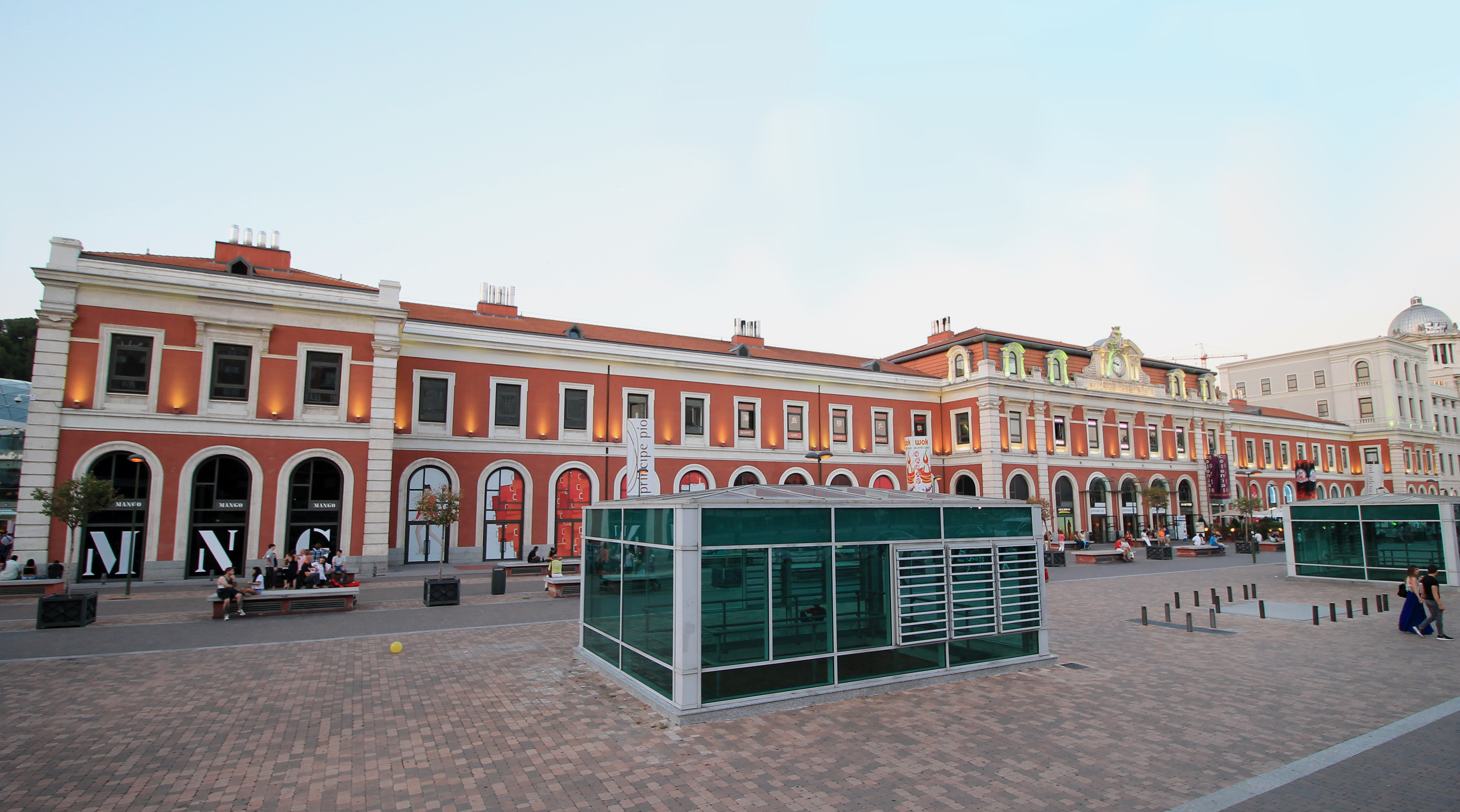
Stanice Príncipe Pío

### Železnice
Obvodem procházejí linky příměstské železnice Cercanías Madrid. V obvodě se nacházejí tři stanice, na kterých všech zastavují vlaky linek C-7 a C-10.
- Príncipe Pío, dříve Estación de Norte (čtvrť Casa de Campo)
- Aravaca (čtvrť Aravaca)
- El Barrial – Centro Comercial Pozuelo (čtvrť El Plantío)

### Metro a lehké metro
Na území obvodu se nacházejí mnohé stanice metra a lehkého metra. Patří k následujícím linkám:
- – stanice Moncloa, Argüelles, Ventura Rodríguez a Plaza de España ve čtvrti Argüelles.
- – stanice Argüelles ve stejnojmenné čtvrti.
- – stanice Casa de Campo ve stejnojmenné čtvrti.
- – stanice Guzmán el Bueno, Metropolitano, Ciudad Universitaria, Moncloa, Argüelles a Príncipe Pío ve čtvrtích Ciudad Universitaria, Argüelles a Casa de Campo.
- – stanice Guzmán el Bueno, Francos Rodríguez, Valdezarza a Antonio Machado ve čtvrtích Ciudad Universitaria a Valdezarza.
- – stanice Plaza de España, Príncipe Pío, Lago, Batán a Casa de Campo ve čtvrtích Argüelles a Casa de Campo.
- – stanice Príncipe Pío ve čtvrti Casa de Campo.
- – stanice Berna a Aravaca ve čtvrti Aravaca.

### Autobusy
V obvodu je provozováno velké množství denních a nočních autobusových linek, mezi nimi několik speciálně zřízených pro obsluhu kampusů univerzit.

## Významná místa

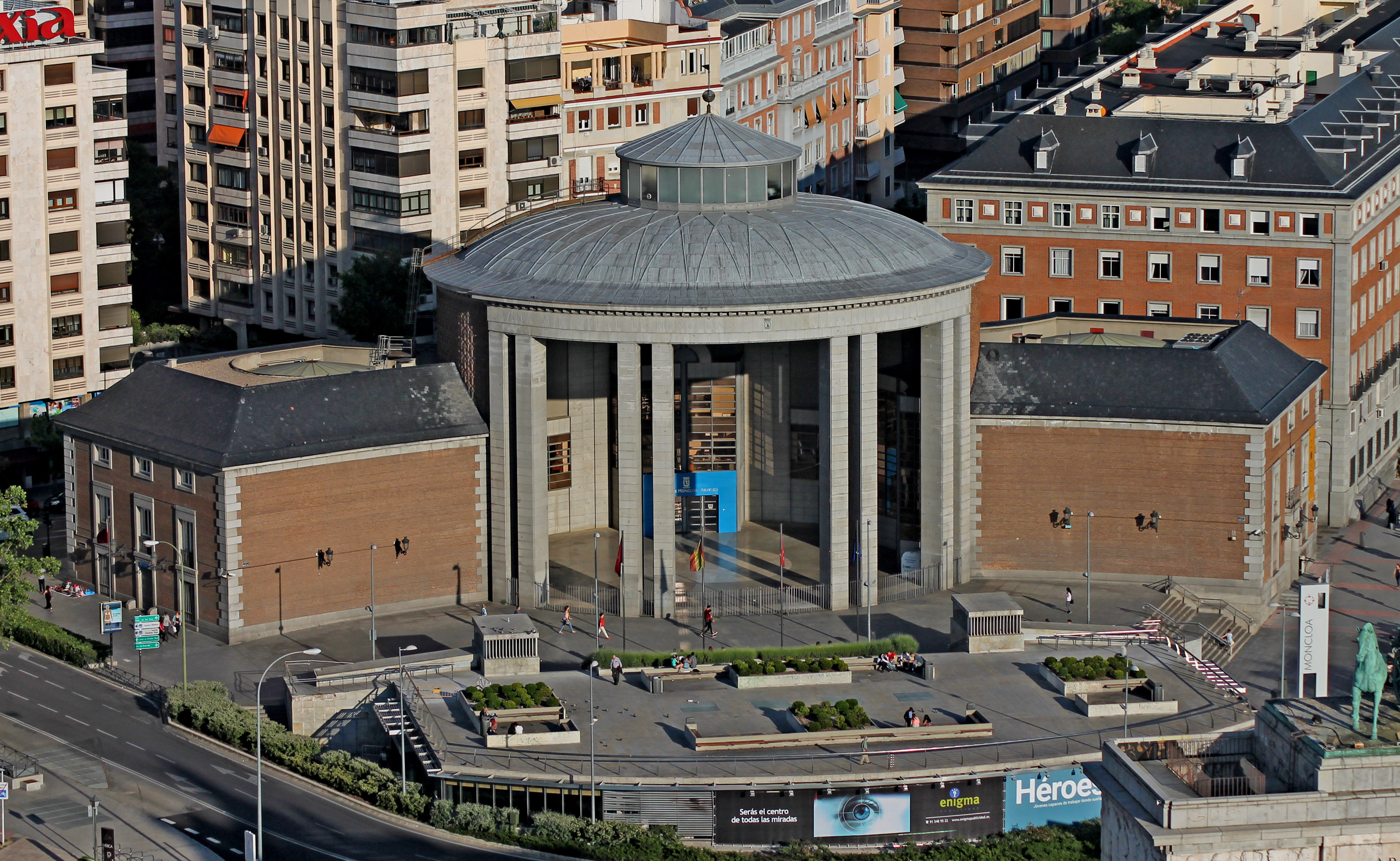
Radnice obvodu

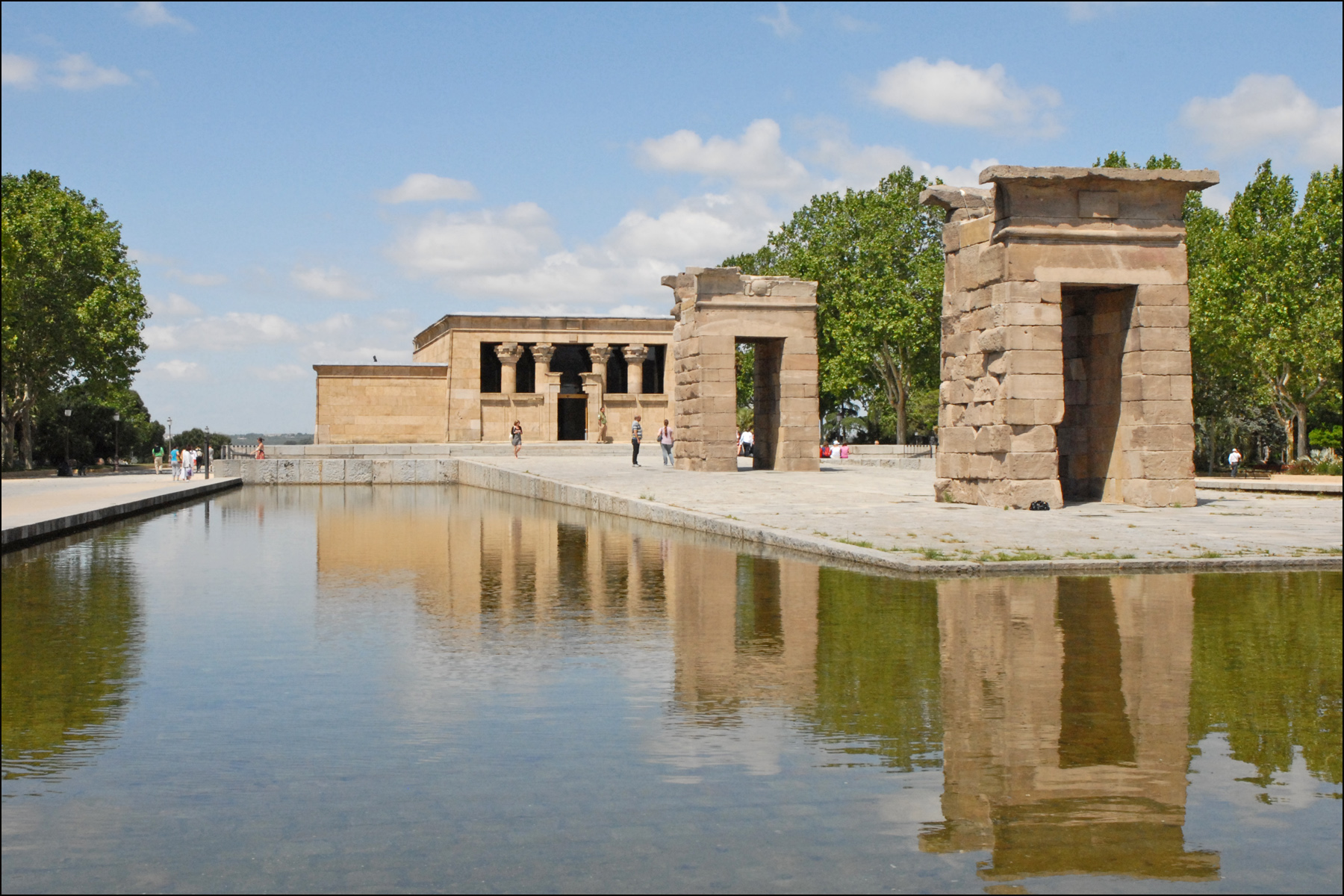
Templo de Debod

Mezi významná místa obvodu Moncloa – Aravaca se řadí:
- Náměstí Plaza de Moncloa s Vítězným obloukem, velitelstvím vzdušných ozbrojených sil a vysílačem Faro de Moncloa.
- Palacio de Moncloa – sídlo španělských premiérů
- Náměstí Plaza de España s pomníkem Miguela Cervantese
- Templo de Debod – egyptský chrám přenesený do Madridu
- Casa de Campo – bývalé sídlo španělských králů, dnes ZOO